# Chloe Hosking
Chloe Hosking (ur. 1 października 1990 w Bendigo) – australijska kolarka szosowa, zawodniczka zespołu Alé–Cipollini–Galassia.

## Najważniejsze osiągnięcia
2009
1. miejsce w Tour of Chongming Island
1. miejsce w klasyfikacji sprinterskiej
1. miejsce na 1. i 3. etapie
2011
1. miejsce na 3. etapie Tour of Chongming Island
6. miejsce w mistrzostwach świata (start wspólny)
2012
1. miejsce w Drentse 8 van Dwingeloo
1. miejsce na 5. etapie La Route de France
2013
2. miejsce w Ladies Tour of Qatar
1. miejsce w klasyfikacji młodzieżowej
1. miejsce na 1. etapie
2. miejsce w Tour of Chongming Island
1. miejsce w klasyfikacji sprinterskiej
1. miejsce na 5. etapie Holland Ladies Tour
2014
1. miejsce w Omloop van Borsele
1. miejsce na 3. etapie Lotto-Belisol Tour
2015
2. miejsce w Ladies Tour of Qatar
3. miejsce w Gandawa–Wevelgem
2016
1. miejsce na 3. etapie La Route de France
1. miejsce na 4. etapie Ladies Tour of Qatar
 1. miejsce w Tour of Chongming Island
1. miejsce na 2. etapie
1. miejsce w La Course by Le Tour de France
7. miejsce w mistrzostwach świata (start wspólny)
2017
3. miejsce w Tour of Chongming Island
 1. miejsce w klasyfikacji punktowej
1. miejsce na 3. etapie The Women’s Tour
1. miejsce na 3. etapie Ladies Tour of Norway
2018
1. miejsce w Cadel Evans Great Ocean Road Race Women
3. miejsce w Ronde van Drenthe
2. miejsce w Driedaagse Brugge–De Panne
2019
1. miejsce na 2. etapie Madrid Challenge by la Vuelta
1. miejsce w Tour of Guangxi Women's WorldTour
2020
1. miejsce na 1. etapie Santos Women's Tour Down Under